# Partit Demòcrata Popular
El Partit Demòcrata Popular (en sigles, PDP) fou un partit polític espanyol d'ideologia democristiana conservadora.

## Història

### Legalització e integració a UCD
Fou legalitzat el 1977 sota la direcció de Fernando Chueca Goitia i Ignacio Camuñas Solís, que el 1978 es va integrar dins la UCD.

### Dissolució de UCD i refundació PDP
Quan la UCD es va dissoldre el 1982 fou novament refundat per Óscar Alzaga i es va presentar a les eleccions generals espanyoles de 1982 en coalició amb Aliança Popular (AP-PDP). A les eleccions generals espanyoles de 1986 es presentà novament AP i la Unió Liberal, formant la Coalició Popular.

### Divergències amb AP / Transformació en Democracia Cristiana
Degut a divergències amb la direcció d'AP, el 1987 trencà la Coalición Popular i tant el PDP com la UL s'incorporaren al grup Mixt del Congrés dels Diputats. Això provocaria defeccions i la dimissió d'Óscar Alzaga després del fracàs a les eleccions al Parlament Europeu. Es va transformar aleshores en Democracia Cristiana, dirigida per Francisco Javier Rupérez.

### Democracia Cristiana es fusiona amb el PP
El 1989 es fusionà amb el recentment creat Partido Popular, refundació d'AP, llevat alguns militants que es passaren al CDS.